# Gare d'Oetrange
La gare d'Oetrange est une gare ferroviaire luxembourgeoise de la ligne 3, de Luxembourg à Wasserbillig-frontière, située à Oetrange sur le territoire de la commune de Contern, dans le canton de Luxembourg.
Elle est mise en service en 1861 par la Compagnie des chemins de fer de l'Est, l'exploitant des lignes de la Société royale grand-ducale des chemins de fer Guillaume-Luxembourg. C'est une halte ferroviaire de la Société nationale des chemins de fer luxembourgeois (CFL), desservie par des trains Regionalbunn (RB) uniquement.

## Situation ferroviaire
Établie à 257 mètres d'altitude, la gare d'Oetrange est située au point kilométrique (PK) 11,980 de la ligne 3, de Luxembourg à Wasserbillig-frontière, entre les gares de Sandweiler - Contern et de Munsbach. C'est une gare de bifurcation avec la ligne 4 (CFL), cette dernière rejoint la gare de Luxembourg par l'entrée Sud avec la ligne 6 (CFL). La gare dispose de trois quais: 1, 5 et 6. Le quai 1 est réservé aux trains ne faisant pas arrêt aux gares de Sandweiler - Contern ou Cents-Hamm, ce qui est rarement le cas. Les quais 5 et 6 sont utilisés en situation normale, pour les trains rejoignant la gare de Luxembourg via Cents-Hamm et le viaduc de Pulvermühl.

## Histoire
La station d'Oetrange est mise en service par la Compagnie des chemins de fer de l'Est, l'exploitant des lignes de la Société royale grand-ducale des chemins de fer Guillaume-Luxembourg, lors de l'ouverture à l'exploitation la ligne de Luxembourg à Wasserbillig et à la frontière allemande le 29 août 1861.
En 2014 l'ancien bâtiment voyageurs est toujours présent, mais n'est plus utilisé par les voyageurs.

## Service des voyageurs

### Accueil
Halte CFL, c'est un point d'arrêt non géré (PANG) à accès libre. Elle dispose de quelques abris et d'un souterrain qui permet la traversée des voies et le passage d'un quai à l'autre. La halte est équipée d'un automate pour l'achat de titres de transport.

### Desserte
Oetrange est desservie par des trains Regionalbunn (RB) qui exécutent les relations suivantes, :
- Luxembourg - Wasserbillig - Trèves-Hbf.

### Intermodalité
Un parc pour les vélos (7 places) et un parking pour les véhicules (55 places) y sont aménagés. La gare est desservie par les lignes 324 et 325 du Régime général des transports routiers.